# Sinai (Marte)
Sinai  è una caratteristica di albedo della superficie di Marte.